# Gredholm och Gottholm
Gredholm och Gottholm är en ö i Åland (Finland). Den ligger i Skärgårdshavet och i kommunen Kumlinge i landskapet Åland, i den sydvästra delen av landet. Ön ligger omkring 61 kilometer öster om Mariehamn och omkring 220 kilometer väster om Helsingfors.
Öns area är 22,8 hektar och dess största längd är 0,9 kilometer i nord-sydlig riktning. Ön höjer sig omkring 10 meter över havsytan.

## Klimat
Inlandsklimat råder i trakten. Årsmedeltemperaturen i trakten är 5 °C. Den varmaste månaden är september, då medeltemperaturen är 12 °C, och den kallaste är januari, med −6 °C.